# Spilobotys analis
Spilobotys analis là một loài bướm đêm trong họ Noctuidae.